# Кенія на літніх Олімпійських іграх 2000
Кенія на літніх Олімпійських іграх 2000 року в Афінах була представлена 56 спортсменами (34 чоловіками та 22 жінками) у 6 видах спорту: легка атлетика, плавання, волейбол, стрільба з лука, бокс та велоспорт. Прапороносцем на церемонії відкриття Олімпійських ігор був бігун Кеннеді Очієнг.
Країна вдесяте брала участь у літніх Олімпійських іграх. Кенійські олімпійці здобули 7 медалей — дві золотих, три срібних та дві бронзових. У неофіційному заліку Кенія зайняла 29 загальнокомандне місце.

## Медалісти
| Медаль | Спортсмен            | Вид спорту     | Дисципліна                     |
| ------ | -------------------- | -------------- | ------------------------------ |
| Золото | Рубен Косгеї         | Легка атлетика | 3000 м з перешкодами, чоловіки |
| Золото | Ноа Нгені            | Легка атлетика | 1500 м, чоловіки               |
| Срібло | Пол Тергат           | Легка атлетика | 10000 м, чоловіки              |
| Срібло | Вілсон Бойт Кіпкетер | Легка атлетика | 3000 м з перешкодами, чоловіки |
| Срібло | Ерік Вайнайна        | Легка атлетика | марафон, чоловіки              |
| Бронза | Джойс Чепчумба       | Легка атлетика | марафон, жінки                 |
| Бронза | Бернард Лагат        | Легка атлетика | 1500 м, чоловіки               |

## Бокс
| Спортсмен             | Категорія            | 1/32                              | 1/16                         | Чвертьфінал                  | Півфінал           | Фінал              | Фінал      |
| Спортсмен             | Категорія            | Суперник Результат                | Суперник Результат           | Суперник Результат           | Суперник Результат | Суперник Результат | Місце      |
| --------------------- | -------------------- | --------------------------------- | ---------------------------- | ---------------------------- | ------------------ | ------------------ | ---------- |
| Сулейман Білалі       | до 48 кг, чоловіки   | Bye                               | Фумзіле Матігіла (RSA) W RSC | Рафаель Лосано (ESP) L 10–11 | не пройшов         | не пройшов         | не пройшов |
| Фред Кінутія          | до 63,5 кг, чоловіки | Бен Нікває (GHA) L 2–14           | не пройшов                   | не пройшов                   | не пройшов         | не пройшов         | не пройшов |
| Пітер Каріукі Нгумі   | до 75 кг, чоловіки   | Вугар Алакбаров (AZE) L 3–12      | не пройшов                   | не пройшов                   | не пройшов         | не пройшов         | не пройшов |
| Джордж Олванде Одіндо | до 81 кг, чоловіки   | Олексій Катулевський (KGZ) L 2–11 | не пройшов                   | не пройшов                   | не пройшов         | не пройшов         | не пройшов |

## Велоспорт
Маунтінбайк
| Спортсмен   | Дисципліна             | Час          | Місце |
| ----------- | ---------------------- | ------------ | ----- |
| Кен Мугінді | маунтінбайк (чоловіки) | не фінішував | —     |

## Волейбол

### Жіночий турнір
- Груповий турнір (група A)

|       |              |      | Матчів | Матчів | Сети | Сети | Сети   | М'ячі | М'ячі | М'ячі |
| Місце | Команда      | Очки | В      | П      | В    | П    | В:П    | В     | П     | В:П   |
| ----- | ------------ | ---- | ------ | ------ | ---- | ---- | ------ | ----- | ----- | ----- |
| 1     | Бразилія (Q) | 10   | 5      | 0      | 15   | 1    | 15.000 | 395   | 272   | 1.452 |
| 2     | США (Q)      | 9    | 4      | 1      | 13   | 4    | 3.250  | 392   | 306   | 1.281 |
| 3     | Хорватія (Q) | 8    | 3      | 2      | 9    | 9    | 1.000  | 411   | 389   | 1.057 |
| 4     | КНР (Q)      | 7    | 2      | 3      | 8    | 9    | 0.889  | 371   | 365   | 1.016 |
| 5     | Австралія    | 6    | 1      | 4      | 4    | 13   | 0.308  | 303   | 408   | 0.743 |
| 6     | Кенія        | 5    | 0      | 5      | 2    | 15   | 0.133  | 280   | 412   | 0.680 |

- Кенія — Бразилія (0-3)
- Кенія — США (0-3)
- Кенія — Австралія (1-3)
- Кенія — Китай (0-3)
- Кенія — Хорватія (1-3)

## Легка атлетика
Трекові та шосейні дисципліни
| Спортсмен                                              | Дисципліна                        | Гіт          | Гіт          | Півфінал         | Півфінал   | Фінал        | Фінал        |
| Спортсмен                                              | Дисципліна                        | Результат    | Місце        | Результат        | Місце      | Результат    | Місце        |
| ------------------------------------------------------ | --------------------------------- | ------------ | ------------ | ---------------- | ---------- | ------------ | ------------ |
| Езра Самбу                                             | 200 м, чоловіки                   | 21.23        | 7            | не пройшов       | не пройшов | не пройшов   | не пройшов   |
| Девід Кіруї                                            | 400 м, чоловіки                   | 45.69        | 2 Q          | 46.00            | 7          | не пройшов   | не пройшов   |
| Кеннеді Очієнг                                         | 400 м, чоловіки                   | не фінішував | не фінішував | не пройшов       | не пройшов | не пройшов   | не пройшов   |
| Джафет Кімутаї                                         | 800 м, чоловіки                   | 1:45.60      | 2 Q          | 1:45.64          | 5          | не пройшов   | не пройшов   |
| Вільям Ямпой                                           | 800 м, чоловіки                   | 1:47.35      | 4 q          | 1:45.88          | 5          | не пройшов   | не пройшов   |
| Джозеф Мутуа                                           | 800 м, чоловіки                   | 1:47.86      | 3            | не пройшов       | не пройшов | не пройшов   | не пройшов   |
| Ноа Нгені                                              | 1500 м, чоловіки                  | 3:38.03      | 1 Q          | 3:39.29          | 1 Q        | 3:32.07 OR   | 1            |
| Вільям Чірчір                                          | 1500 м, чоловіки                  | 3:40.22      | 8            | не пройшов       | не пройшов | не пройшов   | не пройшов   |
| Бернард Лагат                                          | 1500 м, чоловіки                  | 3:40.42      | 2 Q          | 3:37.84          | 2 Q        | 3:32.44      | 3            |
| Девід Челуле                                           | 5000 м, чоловіки                  | 13:29.98     | 4 Q          | Н/Д              | Н/Д        | 13:37.13     | 5            |
| Річард Лімо                                            | 5000 м, чоловіки                  | 13:23:17     | 6 Q          | Н/Д              | Н/Д        | 13:39.43     | 10           |
| Джуліус Гітагі                                         | 5000 м, чоловіки                  | 13:23.12     | 5 Q          | Н/Д              | Н/Д        | 13:39.11     | 9            |
| Пол Тергат                                             | 10000 м, чоловіки                 | 27:44.07     | 2 Q          | Н/Д              | Н/Д        | 27:18.29     | 2            |
| Патрік Івуті                                           | 10000 м, чоловіки                 | 27:50.10     | 2 Q          | Н/Д              | Н/Д        | 27:20.44     | 4            |
| Джон Черуйот Корір                                     | 10000 м, чоловіки                 | 27:50.19     | 3 Q          | Н/Д              | Н/Д        | 27:24.75     | 5            |
| Ерік Кетер                                             | 400 м з бар'єрами, чоловіки       | 50.06        | 6 q          | 51.25            | 8          | не пройшов   | не пройшов   |
| Гіларі Марітім                                         | 400 м з бар'єрами, чоловіки       | 51.04        | 6            | не пройшов       | не пройшов | не пройшов   | не пройшов   |
| Рубен Косгеї                                           | 3000 м з перешкодами, чоловіки    | 8:23.17      | 1 Q          | Н/Д              | Н/Д        | 8:21.43      | 1            |
| Вілсон Бойт Кіпкетер                                   | 3000 м з перешкодами, чоловіки    | 8:22.07      | 3 Q          | Н/Д              | Н/Д        | 8:21.77      | 2            |
| Бернард Бармасаї                                       | 3000 м з перешкодами, чоловіки    | 8:23.08      | 1 Q          | Н/Д              | Н/Д        | 8:22.23      | 4            |
| Джуліус Чепквоні, Самсон Єго, Джозеф Мутуа, Езра Самбу | естафета 4 × 400 метрів, чоловіки | 3:06.77      | 2 Q          | дискваліфіковані | —          | не пройшли   | не пройшли   |
| Девід Кімутаї                                          | ходьба, 20 км, чоловіки           | Н/Д          | Н/Д          | Н/Д              | Н/Д        | 1:28:45      | 39           |
| Джуліус Кіпкоеч Саве                                   | ходьба, 20 км, чоловіки           | Н/Д          | Н/Д          | Н/Д              | Н/Д        | 1:30:55      | 42           |
| Ерік Вайнайна                                          | марафон, чоловіки                 | Н/Д          | Н/Д          | Н/Д              | Н/Д        | 2:10:31      | 2            |
| Кеннет Черуйот                                         | марафон, чоловіки                 | Н/Д          | Н/Д          | Н/Д              | Н/Д        | не фінішував | не фінішував |
| Елія Лагат                                             | марафон, чоловіки                 | Н/Д          | Н/Д          | Н/Д              | Н/Д        | не фінішував | не фінішував |
| Наомі Муго                                             | 1500 м, жінки                     | 4:13.18      | 10           | не пройшла       | не пройшла | не пройшла   | не пройшла   |
| Лідія Черомеї                                          | 5000 м, жінки                     | 15:09.32     | 4 Q          | Н/Д              | Н/Д        | 14:47.35     | 6            |
| Вів'єн Черуйот                                         | 5000 м, жінки                     | 15:11.11     | 5 q          | Н/Д              | Н/Д        | 15:25.67     | 14           |
| Роуз Черуйот                                           | 5000 м, жінки                     | 15:13.18     | 1 Q          | Н/Д              | Н/Д        | 14:58.07     | 11           |
| Тегла Лорупе                                           | 10000 м, жінки                    | 32:06.41     | 2 Q          | Н/Д              | Н/Д        | 30:37.26     | 5            |
| Аліса Тімбіліл                                         | 10000 м, жінки                    | 32:34.15     | 2 Q          | Н/Д              | Н/Д        | 31:50.22     | 14           |
| Саллі Барсосіо                                         | 10000 м, жінки                    | 32:34.07     | 1 Q          | Н/Д              | Н/Д        | 31:57.41     | 17           |
| Джойс Чепчумба                                         | марафон, жінки                    | Н/Д          | Н/Д          | Н/Д              | Н/Д        | 2:24:45      | 3            |
| Естер Ванджиру                                         | марафон, жінки                    | Н/Д          | Н/Д          | Н/Д              | Н/Д        | 2:26:17      | 4            |
| Тегла Лорупе                                           | марафон, жінки                    | Н/Д          | Н/Д          | Н/Д              | Н/Д        | 2:29:45      | 13           |

## Плавання
| Спортсмен   | Дисципліна                  | Гіт     | Гіт   | Півфінал   | Півфінал   | Фінал      | Фінал      |
| Спортсмен   | Дисципліна                  | Час     | Місце | Час        | Місце      | Час        | Місце      |
| ----------- | --------------------------- | ------- | ----- | ---------- | ---------- | ---------- | ---------- |
| Кім Джин-Ву | 100 м батерфляєм, чоловіки  | 59.55   | 60    | не пройшов | не пройшов | не пройшов | не пройшов |
| Марія Аворі | 100 м вільним стилем, жінки | 1:06.23 | 49    | не пройшла | не пройшла | не пройшла | не пройшла |

## Стрільба з лука
| Спортсмен           | Дисципліна                       | Посів     | Посів | 1/64                     | 1/32               | 1/16               | Чвертьфінал        | Півфінал           | Фінал              | Фінал      |
| Спортсмен           | Дисципліна                       | Результат | Місце | Суперник Результат       | Суперник Результат | Суперник Результат | Суперник Результат | Суперник Результат | Суперник Результат | Місце      |
| ------------------- | -------------------------------- | --------- | ----- | ------------------------ | ------------------ | ------------------ | ------------------ | ------------------ | ------------------ | ---------- |
| Домінік Джон Ребело | чоловіки, індивідуальна першість | 500       | 63    | О Ге Мун (KOR) L 132—168 | не пройшов         | не пройшов         | не пройшов         | не пройшов         | не пройшов         | не пройшов |